# Garrelsweer
Garrelsweer is een klein dorp in de gemeente  Eemsdelta  in de provincie Groningen (Nederland), aan het Damsterdiep. Garrelsweer telt in 2024 425 inwoners of 540 inwoners inclusief het buitengebied.

## Geografie
Het dorp Garrelsweer ligt ongeveer drie kilometer ten zuidoosten van Loppersum. Aan de oostzijde ligt het gehucht Bovendijks dat aan Garrelsweer is vastgegroeid, maar oorspronkelijk onder Loppersum viel. Rondom Garrelsweer liggen de wierden Enzelens, Merum en Nienhuis. De N360 van Groningen naar Delfzijl loopt langs het dorp.

## Geschiedenis
De naam is ontleend aan de personennaam Gerlev, verbonden met het woord weer of wird, dat zowel dijk als wierde kan betekenen. Oorspronkelijk lag Garrelsweer in het achterland van de rivier de Fivel. Nadat deze dichtslibde, werd in de tweede helft van de 10e eeuw de Delf, het latere Damsterdiep gegraven. Het dorp lag op een strategische plaats aan dit kanaal, dat vermoedelijk in verbinding stond met een tweede kanaal bij Winsum. Eb en vloed hadden aanvankelijk vrij spel in de Delf, tot rond 1300 de sluizen bij Delfzijl werden aangelegd.
Het dorp werd voor het eerst vermeld in een oorkonde uit 1057. In die oorkonde schenkt de Duitse koning Hendrik IV onder regentschap van zijn moeder het recht om in Gerleviswert een markt te houden aan de aartsbisschop van Hamburg. Dat duidt er op dat Garrelsweer op dat moment de belangrijkste plaats in Fivelingo was. De aartsbisschop liet zijn rechten waarnemen door de graaf van Brunswijk, die op zijn beurt plaatselijke hoofdelingen als zaakwaarnemers inzette. Later verloor Garrelsweer die positie aan Appingedam. In het Oostzeegebied is een aantal munten uit Garrelsweer gevonden, die het opschrift GEROIEVVERE, GEROIEVVRE, GEREOIVV, enz. hebben. Waarschijnlijk is dit een verbastering van *Gerolev-were. Daarnaast werden enkele munten met het opschrift MERE CIVITAS gevonden, waarbij mogelijk de nabijgelegen wierde van Merum werd bedoeld. Enkele vroegere historici waren van mening dat in genoemde bronnen niet Garrelsweer, maar het dichter bij Appingedam gelegen Garreweer werd bedoeld. Recenter onderzoek gaat er echter van uit dat het wel degelijk om Garrelsweer gaat. Garrelsweer moet verder niet worden verward met de plaatsnaam Gerhardasweritha, die rond het jaar 1000 in de goederenlijst van het klooster Werden opduikt. Bij deze laatste plaats wordt eerder aan een onbekende nederzetting in de buurt van Winsum gedacht.

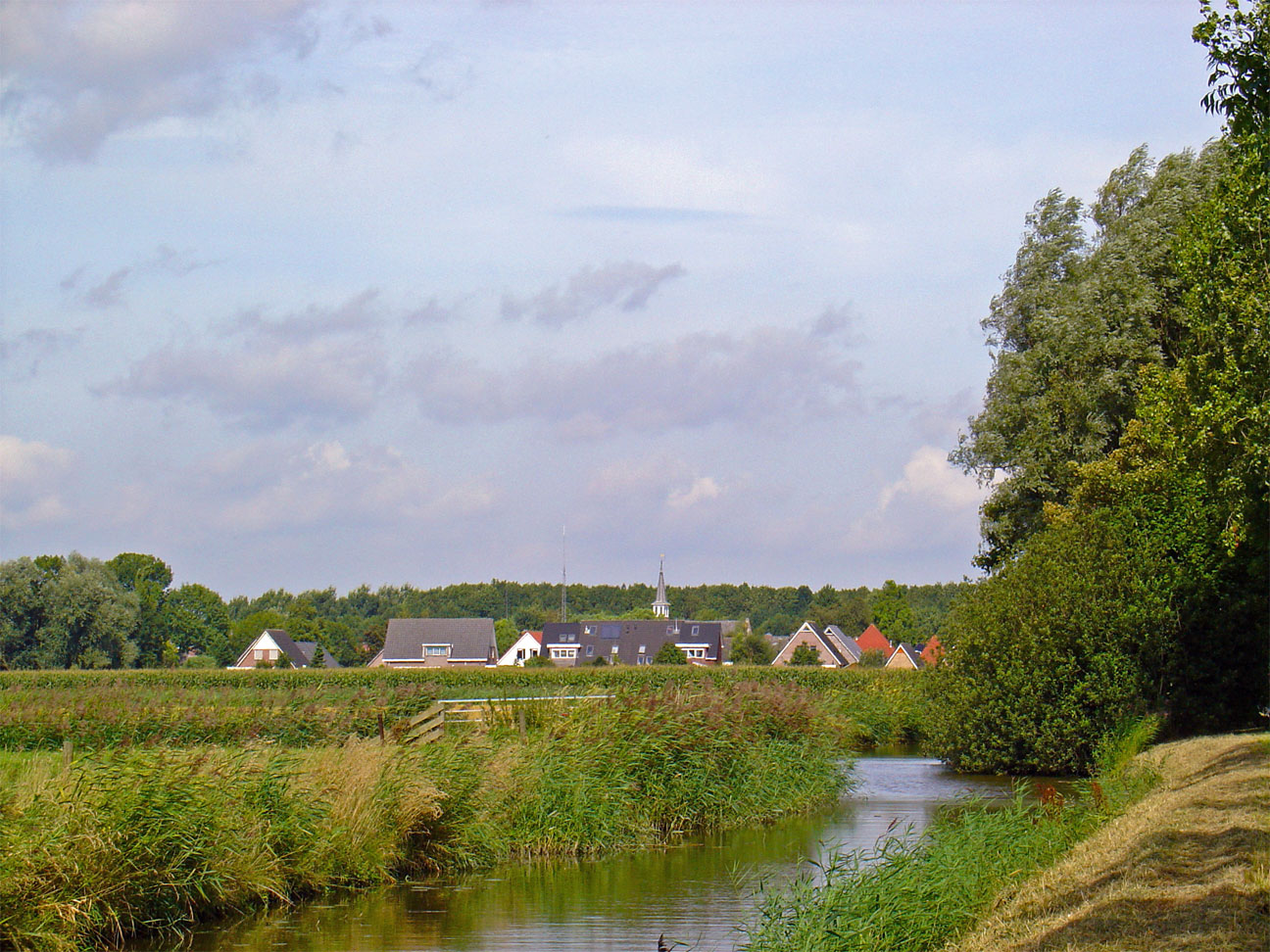
Zicht op Garrelsweer

De oudste dorpskern lag mogelijk op de (minstens) 1,5 ha grote Provinciewierde ten zuiden van de Stadsweg. Deze Provintie hoge wierde (1734/35) was volgens sommige berichten een van de hoogste wierden van de provincie. Hier kan ooit de eerste dorpsheer hebben gewoond. Het dorp werd dan later verplaatst naar de dijk langs het Damsterdiep, waar in de 11e of 12e eeuw een kerk werd gebouwd, gewijd aan de heilige Nicolaas. Het grondgebied van Garrelsweer snijdt als het ware een hoek uit het vroegere kerspel Loppersum, waaruit valt af te leiden dat het oorspronkelijk tot dit kerspel behoorde. De middeleeuwse kerk is in 1912 verplaatst, waarna het oude gebouw werd afgebroken. De vrijstaande toren werd al eerder gesloopt. Aangezien de verkavelingslijnen bij Ten Boer ten dele op de oude kerk zijn gericht, is het goed mogelijk dat het bakstenen gebouw uit de 13e of 14e eeuw al een voorganger heeft gehad.
De ontwikkeling van Garrelsweer is nauw verweven met die van het klooster Bloemhof te Wittewierum, dat op de nabijgelegen wierde een voorwerk of kloosterboerderij Nienhuis of Nijenhuis had. Het grootste deel van het dorpsgebied was kloostereigendom. In het nabijgelegen Vismaar werd tevens een zijl ofwel sluis gelegd, die in 1262 in de kloosterkroniek wordt genoemd. Daarnaast werd het Damsterdiep afgesloten bij Muda, waar de belangrijkste sluis van het Scharmer en Slochter zijlvest kwamen te liggen. Een van beide is volgens de kloosterkroniek in 1192 aangelegd. Het zijldistrict van Garrelsweer werd ook de Nijenhuister of Scherlinser zijl-eed genoemd, het laatste mogelijk naar de hoofdelingfamilie Skerlinga, die in 1323 wordt genoemd. Als zodanig maakte Garrelsweer deel uit van de schepperij Loppersum in het Dorpsterzijlvest. Als kerkvoogden traden in 1513 de beide pachtboeren van de kloosterboerderijen te Nijenhuis en Muda op. Samen met de pastoor droegen zij het collatierecht van de kerk - verbonden aan de kerkboerderij Salbetsuma - over aan de edelman Johan Rengers van ten Post. Tot in de 19e eeuw hebben de nakomelingen van deze familie het recht bezeten om de predikant te benoemen.
Garrelsweer behoorde tot 1795 gedeeltelijk tot de rechtstoel van Loppersum en Wirdum. De beide boerderijen of edele heerden, waarvan de eigenaren deelnamen aan de rechtspraak behoorden tot de Merumer klauw. Dit waren de Galckum- of Galkemaheerd (ook 't Bosch genoemd) en de kerkboerderij Salbetsuma-heerd (ook Sabbelsuma-, Sabbotsema-, Sachsemaheerd of Soltbodingeheem genoemd). De laatste naam doet - als er geen sprake is van een verbastering - vermoeden dat hier eerder een zoutkeet (soltbode) heeft gestaan. Het zuidelijke gedeelte van Garrelsweer maakte deel uit van het Eesterrecht van Ten Post.
Op 15 november 2021 werd Garrelsweer opgeschrikt door een aardbeving van 3,2 op de schaal van Richter, als gevolg van de aardgaswinning op het Groningenveld.

## Bezienswaardigheden
Bij Garrelsweer staan de maalvaardige poldermolens Meervogel en de Kloostermolen.

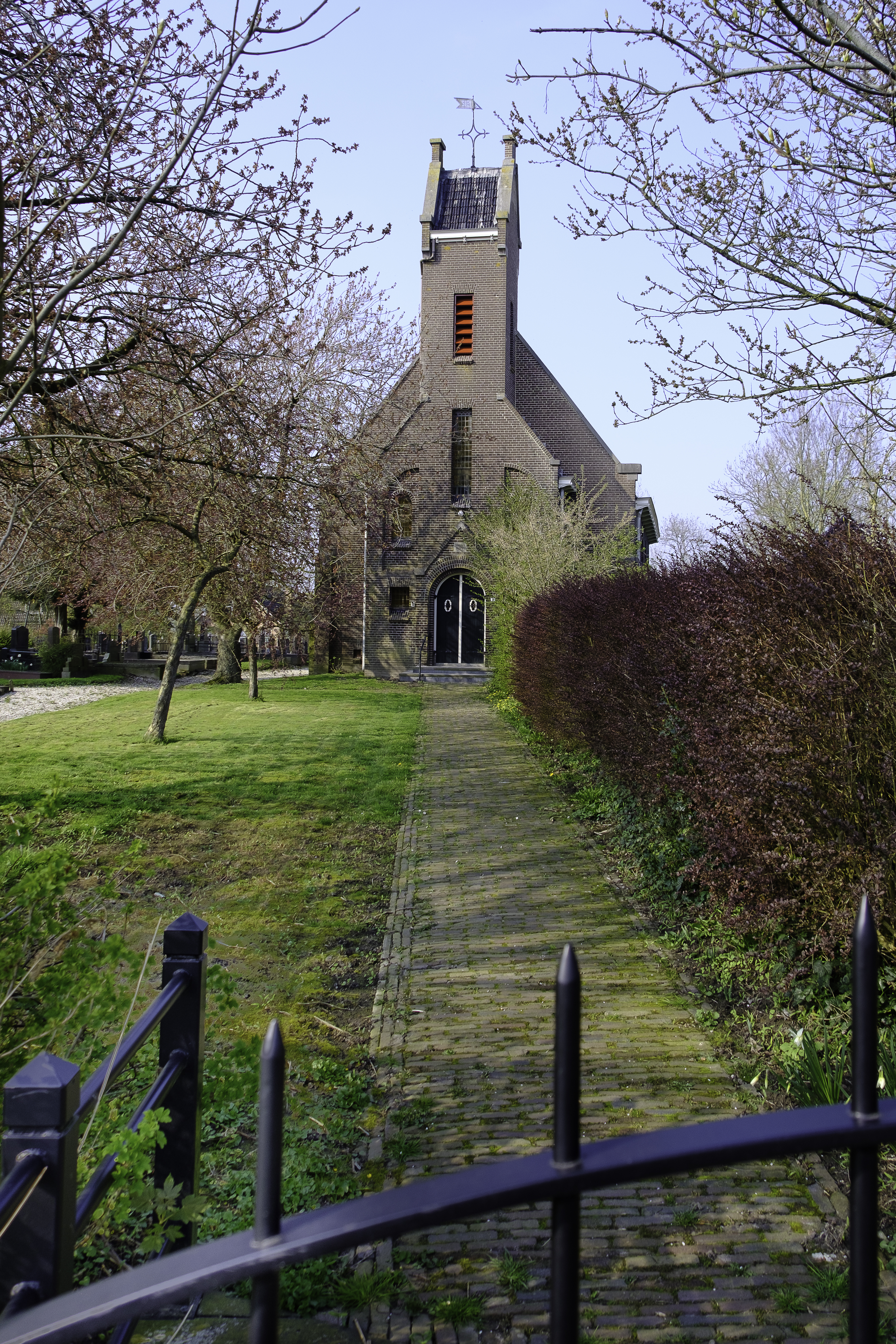
Hervormde kerk uit 1912 (Harm Rozema en Gerhardus Hoekzema)
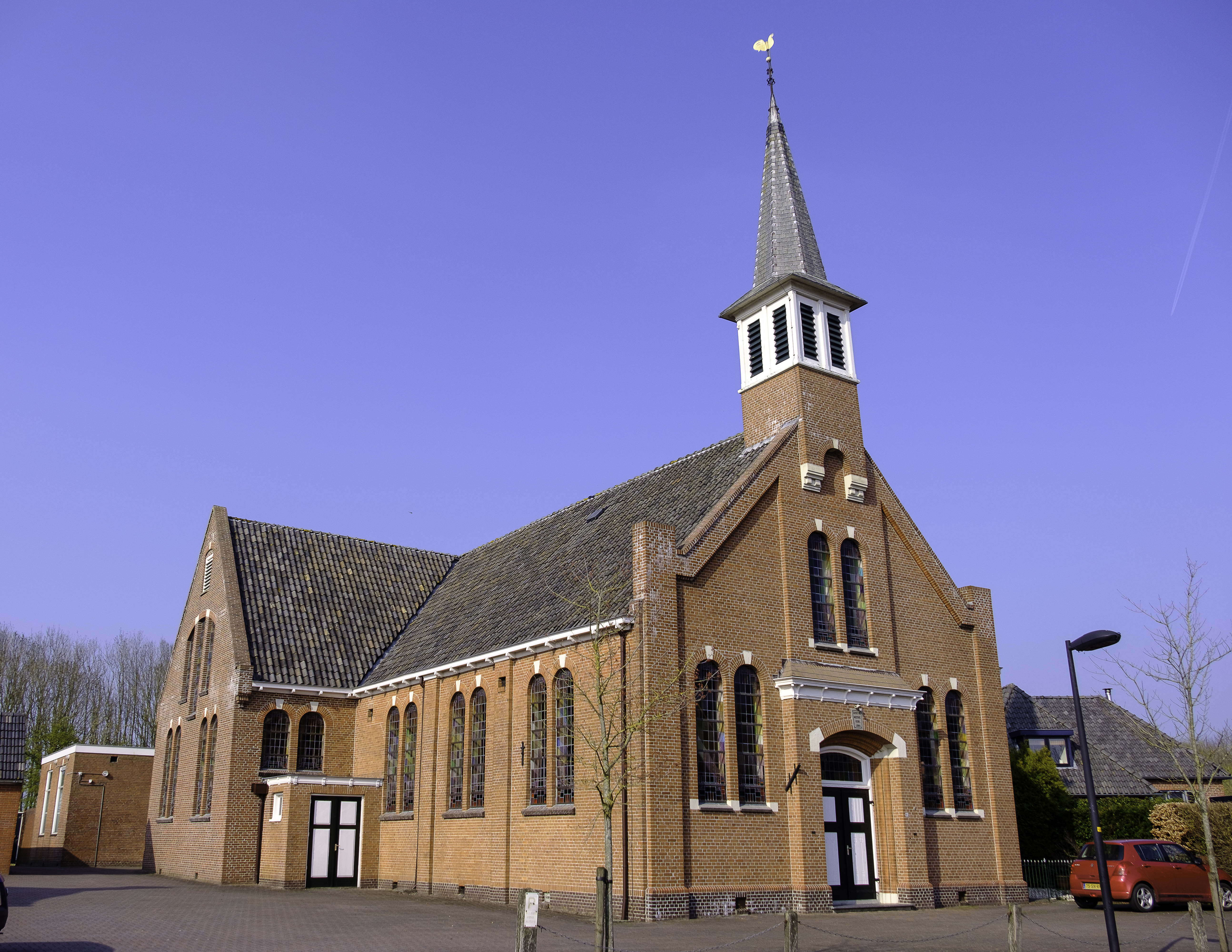
De neoromaanse gereformeerde kerk uit 1908 (Ytzen van der Veen)
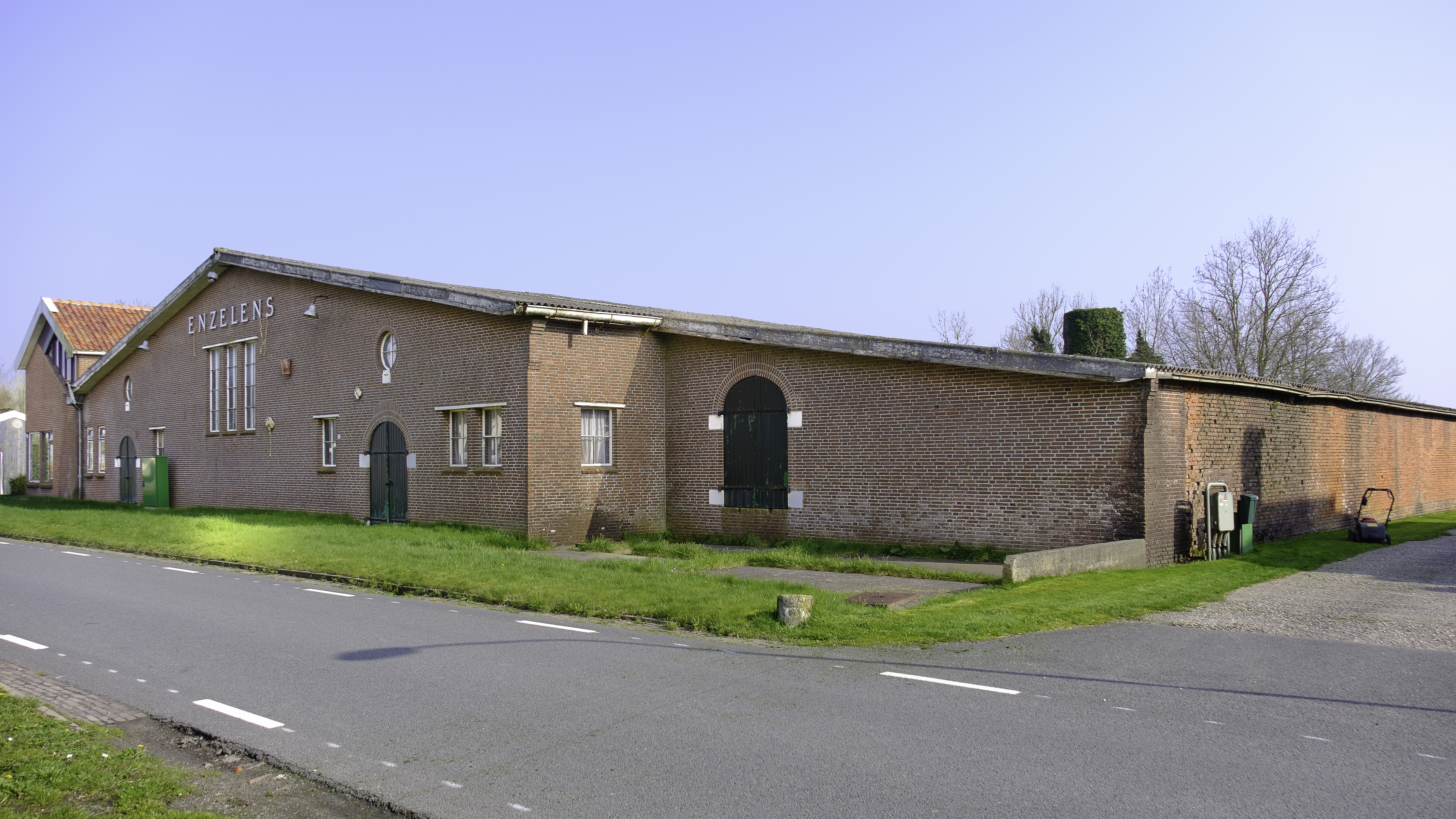
De voormalige steenfabriek Enzelens
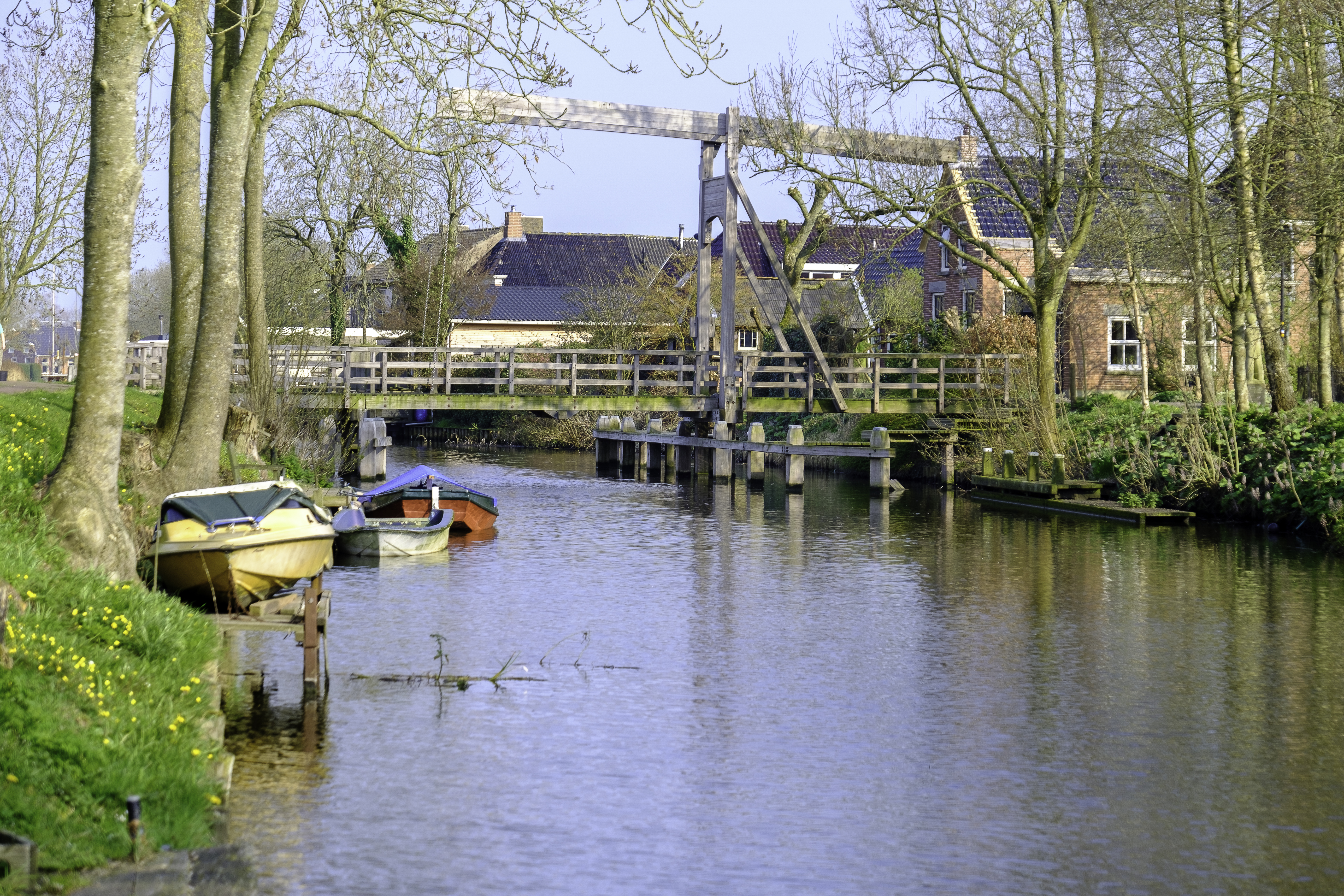
Houten klap over het Damsterdiep in Garrelsweer
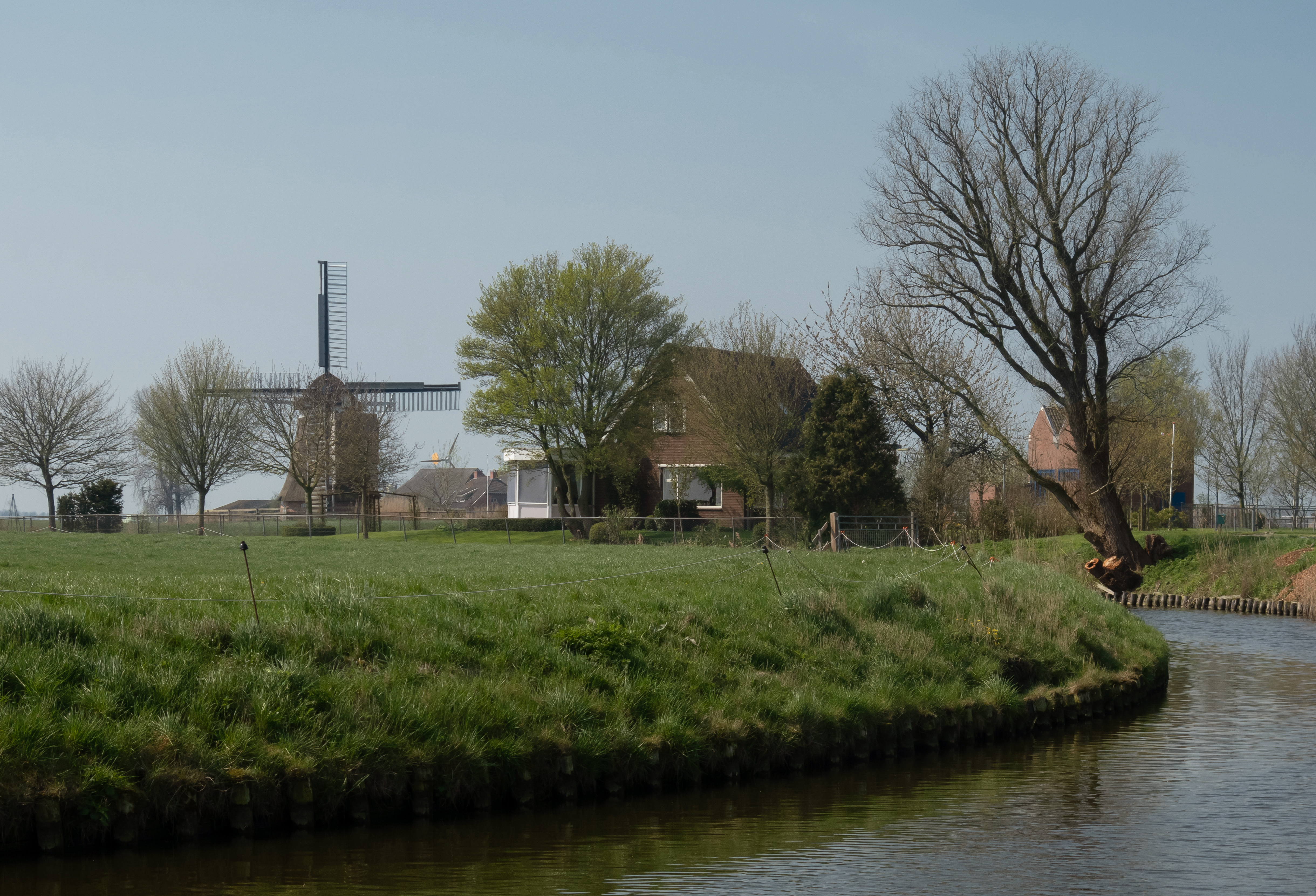
Poldermolen de Meervogel
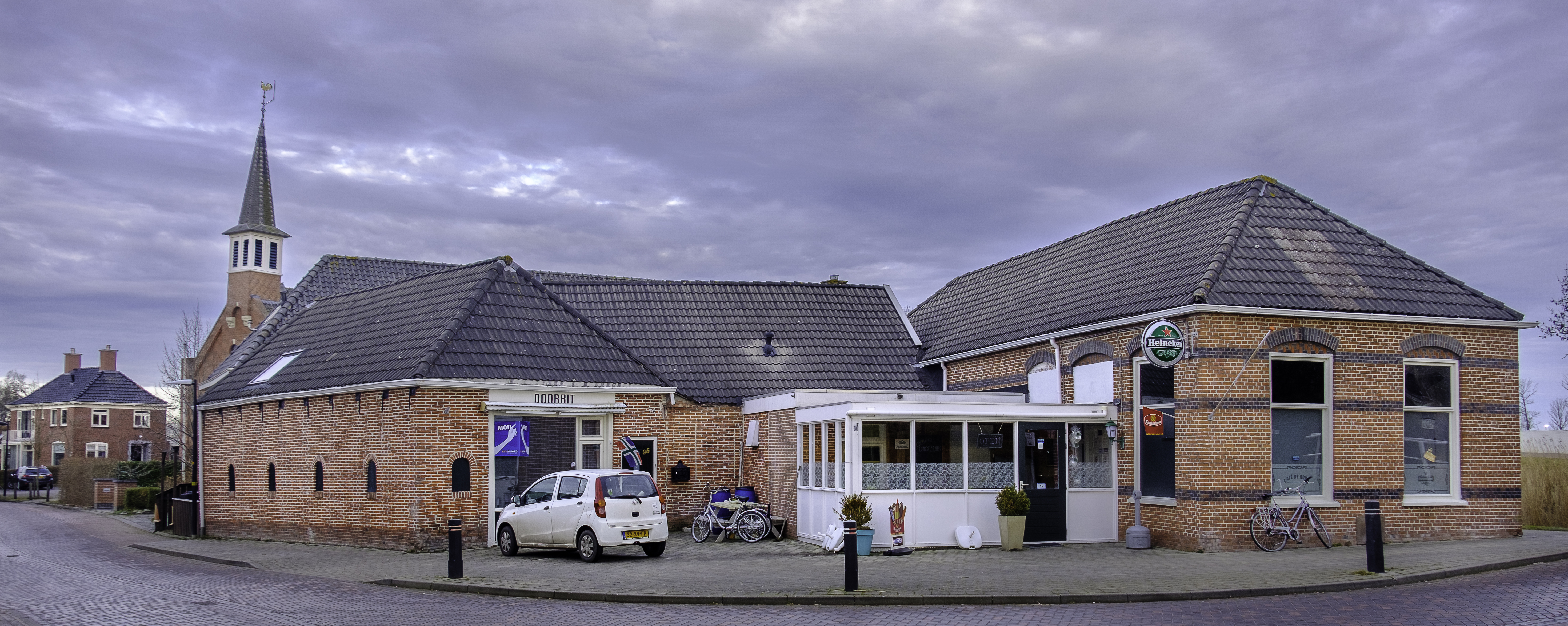
Café bij de brug
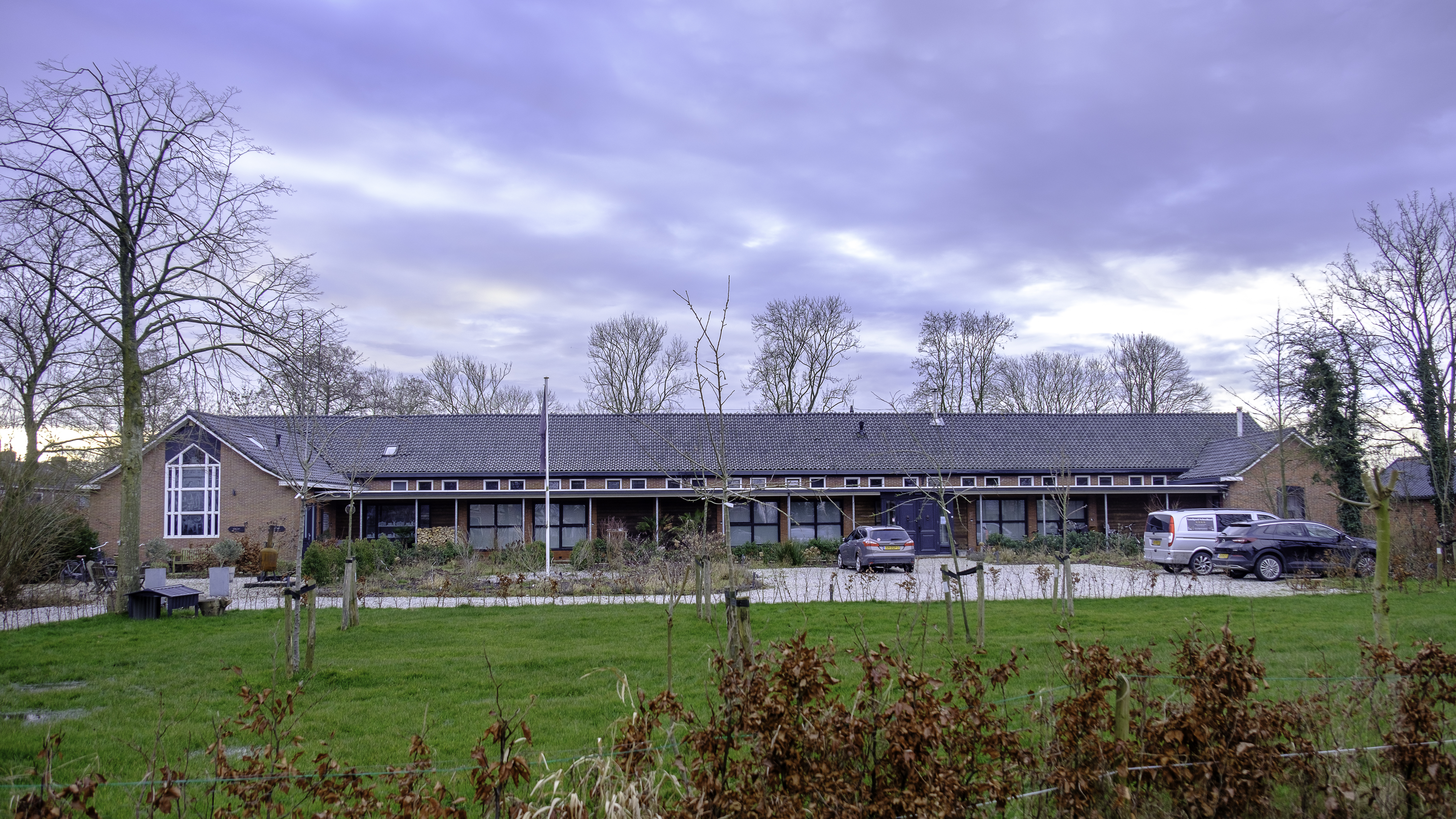
Voormalige christelijke lagere school
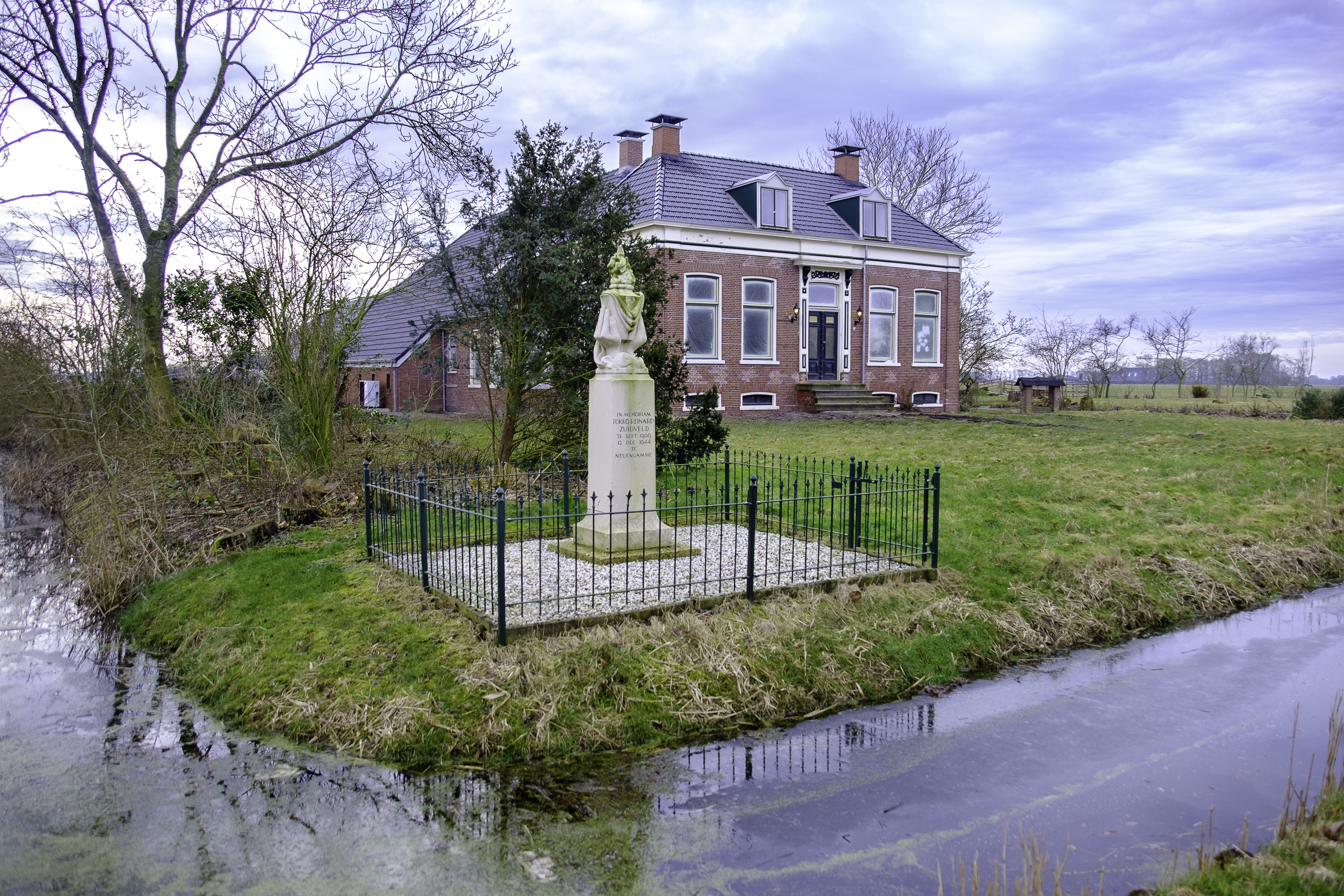
Monument Fokko Reinard Zuidveld

## Geboren
- Hendrik Edzens Hagenouw Brongers (1781-1840), notaris en politicus
- Laurens Molenkamp (1956), natuurkundige